# Fantasporto
Fantasporto est un festival international de longs et courts métrages fantastiques se déroulant à Porto, au Portugal.
Il a été créé en 1982 et se déroule habituellement pendant le mois de février.

## Catégories de récompense
- Grand Prix d'or du Film Fantastique Européen (Grand Prize of European Fantasy Film in Gold)
- Grand prix d’argent du Film Fantastique Européen (Grand Prize of European Fantasy Film in Silver)
- Prix international du film fantastique (International Fantasy Film Award)

## Palmarès

### Grand prix d’argent du Film Fantastique Européen

#### Meilleur réalisateur
- 2005 : Robin Campillo pour Les Revenants

### Prix international du film fantastique

#### Meilleur film
- 1989 : Superman 4 •  États-Unis  Royaume-Uni
- 2005 : Les Revenants •  France

#### Meilleur réalisateur
- 2005 : Robin Campillo pour Les Revenants
- 2021 : Péter Bergendy pour Post mortem

### Meilleur film
- 1982 : La Nuit de la métamorphose (Izbavitelj) de  Krsto Papić
- 1983 : Scanners de David Cronenberg
- 1984 : Le Dernier Combat de Luc Besson ; Après-Rasage (court métrage) de Hugues Desmichelle et Frédéric Robbes
- 1985 : La Compagnie des loups (The Company of Wolves) de Neil Jordan
- 1986 : Fuego eterno de José Ángel Rebolledo (eu)
- 1987 : Defence of the Realm de David Drury
  - La Mouche (The Fly) de David Cronenberg
- 1988 : Histoire de fantômes chinois (Sien nui yau wan) de Ching Siu-tung
- 1989 : Incidents de parcours (Monkey Shines) de George A. Romero
- 1990 : Black Rainbow de Mike Hodges
- 1991 : Henry, portrait d'un serial killer (Henry: Portrait of a Serial Killer) de John McNaughton
  - Predator 2 de Stephen Hopkins
- 1992 : Toto le héros de Jaco Van Dormael
- 1993 : Braindead de Peter Jackson
- 1994 : Cronos de Guillermo del Toro
- 1995 : Petits Meurtres entre amis (Shallow Grave) de Danny Boyle
- 1996 : Seven (Se7en) de David Fincher
- 1997 : Bound d'Andy et Larry Wachowski
- 1998 : Rétroaction de Louis Morneau
- 1999 : Cube de Vincenzo Natali
- 2000 : Siam Sunset de John Polson
- 2001 : Amours chiennes (Amores perros) de Alejandro González Iñárritu
- 2002 : Fausto 5.0 de La Fura dels Baus
- 2003 : Intacto de Juan Carlos Fresnadillo
- 2004 : Deux Sœurs (Janghwa, Hongryeon) de Kim Jee-woon
- 2005 : Nothing de Vincenzo Natali
- 2006 : Tale of Vampires de Anders Banke
- 2007 : Le Labyrinthe de Pan (El Laberinto del fauno) de Guillermo del Toro
- 2008 : Rec de Jaume Balagueró et Paco Plaza
- 2009 : Des idiots et des anges de Bill Plympton
- 2010 : Heartless de Philip Ridley
- 2011 : Two Eyes Staring (Zwart Water) de Elbert Van Strien
- 2012 : Hell de Tim Fehlbaum
- 2013 : Mama d'Andrés Muschietti
- 2014 : Miss Zombie de Sabu
- 2015 : Liza, a rókatündér de Károly Ujj Mészáros
- 2016 : The Lure de Agnieszka Smoczyńska
- 2017 : Realive de Mateo Gil
- 2018 : Les Affamés de Robin Aubert
- 2019 : Last Sunrise de Wen Ren

## Prix du public

### Meilleur long métrage
- 2005 : Constantine •  États-Unis  Allemagne
- 2011 : Les Aventures extraordinaires d'Adèle Blanc-Sec •  France  États-Unis